# Ambatoafo
Ambatoafo est une commune rurale malgache, située dans la partie centrale de la région de Sava.